# つむぎ秋田アニメLab
株式会社つむぎ秋田アニメLab（つむぎあきたアニメラボ、英: TSUMUGI AKITA ANIMATION LAB Co.,Ltd.）は、日本のアニメ制作会社。

## 歴史
2017年4月、サテライトを経てグラフィニカで2Dデジタル作画マネージャー・作画監督を務めたアニメーターの櫻井司により、東京都中野区中野5丁目48番1号ライオンズシティ中野309に「株式会社つむぎ作画技術研究所（つむぎさくがぎじゅつけんきゅうじょ）」として設立。なお、櫻井は動画・仕上げの下請けを担当する「鉄人動画」の代表も務めている。
2018年3月、本社を埼玉県川口市南町2丁目6番45号へ移転。2019年9月、背景部門を設立。
2020年4月3日、社名を「株式会社つむぎ秋田アニメLab（つむぎあきたアニメラボ）」に変更し、同年4月6日に本社を現在の秋田県秋田市旭北栄町1丁目48番号トラパンツビル4階403号室へ移転。
同年8月、秋田県および秋田市誘致企業に認定された。
2024年5月、バンダイナムコフィルムワークスと業務提携を締結。これにより、継続的にアニメーションを制作する環境を構築することで事業拡大を図っていくとしている。
本社が所在する秋田スタジオのほか、旧本社所在地で事務所が残っている埼玉県川口市に川口スタジオを持つ。

## 制作体制
2020年現在、秋田スタジオと川口スタジオを合わせて28名のスタッフが在籍している。
元々は作画スタジオであり、Production I.G、J.C.STAFF、project No.9、スタジオコメットなどが制作するアニメの作画や仕上に参加していた。2019年以降は同社名義や鉄人動画として親交のあったufotableの元請作品に動画・仕上げとして参加することが多い。
制作にはUnreal Engineを利用することで、スタッフが複数の領域を担当できるようになっている。また絵コンテに代わり、アニマティクス編集と呼ばれるビデオコンテに近い手法を導入している。これにより少数のスタッフで安定してテレビシリーズを制作できる体制を構築している。
あにめのたね2021にて制作した作品『龍殺ノ狂骨』では、外注スタッフを起用せずに全工程を内製で制作した。アニメーターは同社から全員が参加し秋田スタジオから16名、川口スタジオから9名が同作に関わった。

## 主な作品

### テレビアニメ
| 開始年 | 放送期間  | タイトル                                             | 監督   | シリーズ構成 | アニメーション プロデューサー | 原作       | 備考  |
| ------ | --------- | ---------------------------------------------------- | ------ | ------------ | ----------------------------- | ---------- | ----- |
| 2024年 | 1月 - 3月 | 明治撃剣-1874-                                       | 玉村仁 | 戸塚直樹     | N/A                           | オリジナル |       |
| 2024年 | 4月 - 6月 | 転生したら第七王子だったので、気ままに魔術を極めます | 玉村仁 | 戸塚直樹     | 櫻井司                        | 小説       | 第1期 |
| 2025年 | 7月 -     | 転生したら第七王子だったので、気ままに魔術を極めます | 玉村仁 | 戸塚直樹     | 櫻井司                        | 小説       | 第2期 |

### 劇場アニメ
| 公開年 | タイトル   | 監督   | 脚本         | 原作       | 備考                                                                 |
| ------ | ---------- | ------ | ------------ | ---------- | -------------------------------------------------------------------- |
| 2021年 | 龍殺ノ狂骨 | 櫻井司 | ナズカトキオ | オリジナル | 2020年度若手アニメーター育成プロジェクト「あにめのたね2021」参加作品 |

### 制作協力
| 年      | タイトル                                     | 制作元請       | 備考     |
| ------- | -------------------------------------------- | -------------- | -------- |
| 2020年  | 劇場版 鬼滅の刃 無限列車編                   | ufotable       | 動画協力 |
| 2022年- | ちいかわ                                     | 動画工房       | 動画協力 |
| 2024年  | キン肉マン 完璧超人始祖編 Season 1           | Production I.G | 動画協力 |
| 2024年  | 時々ボソッとロシア語でデレる隣のアーリャさん | 動画工房       | 動画協力 |
| 2024年  | 推しの子                                     | 動画工房       | 動画協力 |